# Charles-Xavier de Francqueville d'Abancourt
Pour les autres membres de la famille, voir Famille de Francqueville.
Charles-Xavier Joseph de Francqueville d'Abancourt, dit le chevalier d'Abancourt, né à Douai le 4 juillet 1758 et mort à Versailles le 9 septembre 1792, est un homme politique français. C'est le dernier ministre de la guerre nommé par Louis XVI. 

## Biographie
Petit-fils de Charles-Joseph de Pollinchove et de Marie-Catherine Chambge, fils de Marie-Charlotte-Eulalie de Pollinchove mariée en 1757 à Jacques-Joseph de Francqueville d'Abancourt, procureur du roi au Parlement de Flandres, échevin de Cambrai, puis Secrétaire du roi et Garde des Sceaux en la chancellerie près le Parlement de Flandre, neveu du célèbre contrôleur général des finances Charles Alexandre de Calonne, il fut volontaire, à quinze ans, dans les mousquetaires de la garde du roi, puis sous-lieutenant en 1777 à la suite du régiment Mestre de camp général de la cavalerie, lieutenant en second en 1779, capitaine en second (1784), et capitaine en premier le 1er mai 1788 puis lieutenant-colonel au 5e régiment de chasseurs à cheval, il fut, grâce à l'influence de Calonne et à la protection des royalistes constitutionnels, nommé adjudant-général, puis ministre de la Guerre, après le renvoi du ministère girondin et la démission du ministère feuillant qui l'avait remplacé.
Le 23 juillet 1792, le lendemain même du jour où avait été rendu le décret de la Patrie en danger, il fut nommé ministre par le Roi, fonctions qu’il ne devait exercer que pendant 19 jours. À la publication du manifeste de Brunswick, deux jours plus tard, d'Abancourt s'efforça vainement de rassurer l'Assemblée sur la situation militaire entre l'Escaut et la Sambre, sur l'organisation des bataillons de volontaires, et sur la formation du camp de Soissons. Trois commissaires enquêteurs, Lacombe-Saint-Michel, Gasparin et Carnot l'aîné, furent délégués pour connaître la vérité, et rendirent compte de leur mission dans la séance du 6 août, en constatant que l'alimentation et l'habillement des soldats étaient également défectueux. Le 9 août, Lacroix montait à la tribune pour dénoncer les agissements du ministre, relativement à la formation du camp de Soissons. Les dispositions défiantes de l'Assemblée à l'égard du ministre de la Guerre s'exaspérèrent encore par suite des mesures prises par lui, quelques jours avant le 10 août. Un décret du roi ordonnant l'envoi à la frontière de deux bataillons de gardes suisses resta inexécuté ; on soupçonna le ministre de préméditer une évasion du roi du côté de la Normandie, dont les autorités semblaient dévouées aux constitutionnels, et sa mise en accusation fut formellement réclamée une première fois, par Guadet ; l'Assemblée ne passa à l'ordre du jour qu'après avoir déclaré « qu'aucun motif ne peut autoriser un ministre à retarder l'exécution d'un décret », et après avoir renvoyé au comité diplomatique l'examen de la conduite du ministre.
Lors de la journée du 10 août 1792, D’Abancourt organisa comme il put la défense des Tuileries. Il fit venir deux régiments suisses de Courbevoie et de Rueil, mais le recrutement des gentilshommes volontaires que les révolutionnaires appelaient les chevaliers du poignard était fait par le ministre de la maison du roi. Sommé par l’Assemblée législative d’éloigner les Suisses, d’Abancourt refusa. Il ne parait pas avoir joué de rôle important pendant l’attaque des Tuileries mais, accusé par Thuriot de la Marne d’avoir été un des principaux auteurs des malheurs de la journée, il fut, sur la proposition de ce dernier, décrété d'accusation. Arrêté immédiatement, il fut écroué d'abord à La Force et conduit ensuite à la prison d'Orléans, pour y être jugé par la haute Cour nationale « comme prévenu de crime contre la Constitution et d'avoir attenté contre la sûreté de l'État ». D'Abancourt fut arraché de la prison le 4 septembre, en même temps que cinquante-deux autres prisonniers, pour être transféré à Versailles, les fers aux pieds et les menottes aux mains, sous la garde de deux ou trois mille volontaires parisiens. À leur arrivée dans cette ville, le 9 septembre, au moment de franchir la grille de l'Orangerie, 44 d'entre eux furent massacrés par le peuple, sans que l'escorte pût et voulût les défendre. D'Abancourt fut du nombre des victimes, avec Claude Antoine de Valdec de Lessart, ancien ministre de l'Intérieur puis des Affaires étrangères, et le comte de Cossé-Brissac, commandant en chef de la Garde constitutionnelle du Roi Louis XVI. La liste des prisonniers traîtres à leur patrie, conspirateurs, détenus dans les prisons d'Orléans, et jugés en dernier ressort par le peuple souverain à Versailles, liste qui fut criée le soir même dans Paris, porte cette  mention laconique : « Dabancourt non interrogé ».